# Saltee Islands SAC
Saltee Islands SAC este o arie protejată (arie specială de conservare — SAC, sit de importanță comunitară — SCI) din Irlanda întinsă pe o suprafață de 15.822,26 ha, integral pe uscat.

## Localizare
Centrul sitului Saltee Islands SAC este situat la coordonatele 52°07′05″N 6°35′54″W / 52.118025°N 6.598382°V.

## Înființare
Situl Saltee Islands SAC a fost declarat sit de importanță comunitară în ianuarie 2002 pentru a proteja 12 specii de animale. Situl a fost protejat și ca arie specială de conservare în iunie 2019.

## Biodiversitate
Situată în ecoregiunea atlantică, aria protejată conține 5 habitate naturale: Terase mlăștinoase și terase nisipoase neacoperite de apă la reflux, Golfuri mici largi și golfuri puțin adânci, Recifuri, Faleze cu vegetație de pe coastele atlantice și baltice, Peșteri marine scufundate complet sau parțial.
La baza desemnării sitului se află mai multe specii protejate:
- păsări (11): alca (Alca torda), șoim călător (Falco peregrinus), papagal de mare (Fratercula arctica), Fulmarus glacialis, pescăruș negricios (Larus fuscus), sula bassana (Morus bassanus), cormoran mare (Phalacrocorax carbo), Puffinus puffinus, Pyrrhocorax pyrrhocorax, Rissa tridactyla, Uria aalge
- mamifere (1): Halichoerus grypus

Pe lângă speciile protejate, pe teritoriul sitului au mai fost identificate 3 specii de păsări, 20 de specii de nevertebrate.